# Sint-Gangulfuskerk (Paulatem)

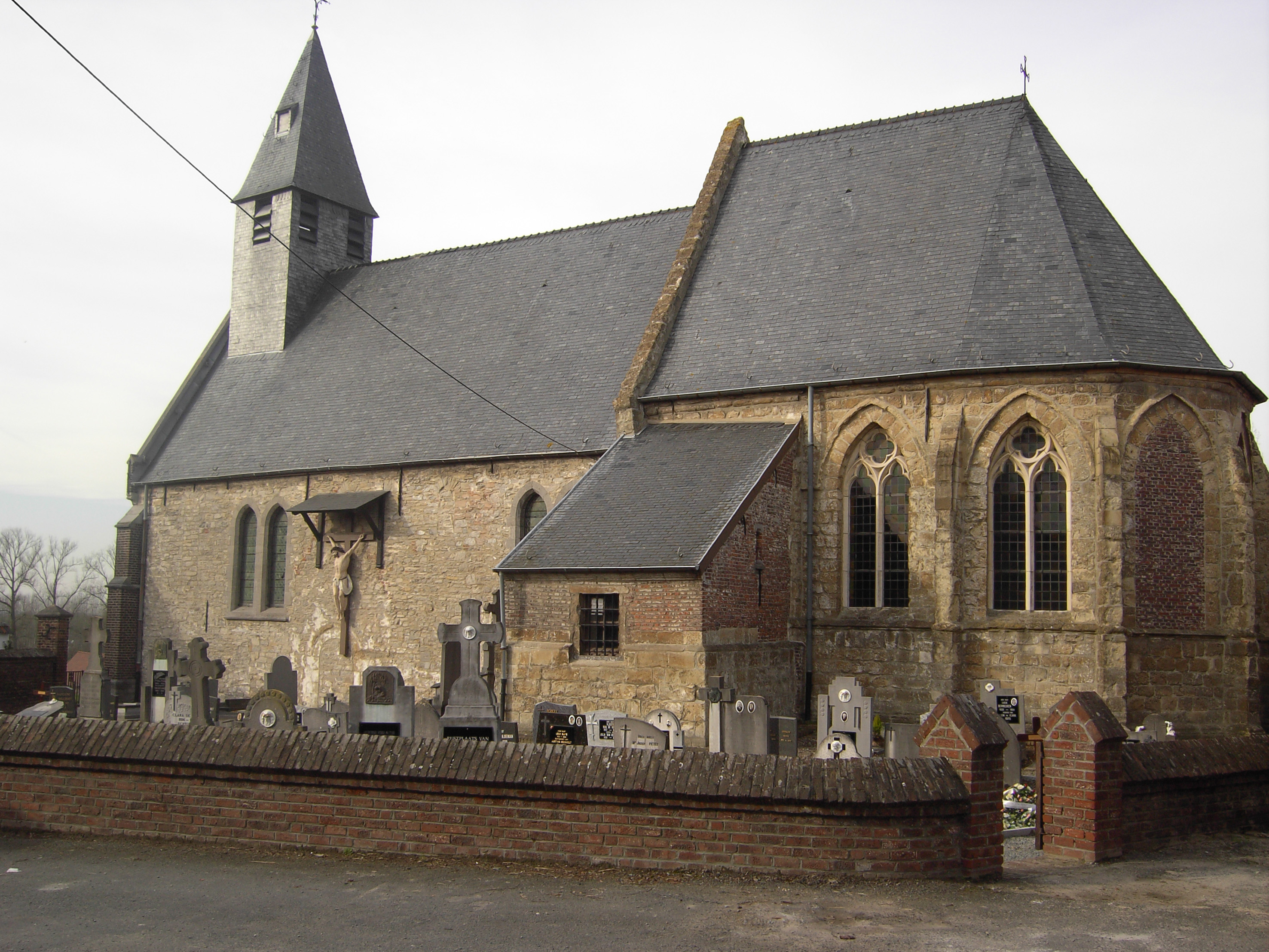
Sint-Gangulfuskerk

De Sint-Gangulfuskerk is de parochiekerk van de tot de Oost-Vlaamse gemeente Zwalm behorende plaats Paulatem, gelegen aan Paulatemstraat 57.

## Geschiedenis
Over de vroegste geschiedenis van deze kerk is weinig bekend. In de 11e eeuw werd een zaalkerk in Doornikse steen opgetrokken. In de 12e eeuw werd deze naar het westen uitgebreid. In het 4e kwart van de 13e eeuw werd een nieuw koor in Balegemse steen opgetrokken. In 1593 werd de kerk nog als vesting gebruikt. In de daaropvolgende jaren vond herstel plaats. In 1656 werd een sacristie bijgebouwd.
In 1892-1893 werd het koor gerestaureerd en deels in neogotische trant gewijzigd, naar ontwerp van Joseph François Piscador.

## Gebouw
Het betreft een eenbeukig, deels bakstenen, kerkgebouw met een driezijdig afgesloten koor. De neogotische westgevel is van 1893 en gebouwd in baksteen, het onderste deel is echter in Doornikse breuksteen.
De zuidelijke gevel is in Doornikse steen uitgevoerd terwijl het gtische koor uit Ledische steen werd opgetrokken. Het vierkante geveltorentje is met leien bedekt.

## Interieur
Het koor wordt overkluisd door een spitstongewelf.
De kerk bezit enkele op hout geschilderde panelen zoals calvarie van omstreeks 1600, ooit het middendeel van een drieluik. Uit 1615 is het schilderij: Heilige Gangulfus en zijn legenden. Van Gangulfus is ook een beeld dat vermoedelijk uit de 18e eeuw stamt.
Het hoofdaltaar uit het midden van de 18e eeuw is in rococostijl. De zijaltaren, gewijd aan Onze-Lieve-Vrouw en aan Sint-Barbara, zijn uit het 3e kwart van de 18e eeuw en in late rococostijl uitgevoerde portiekaltaren.
Het koorgestoelte is 18e-eeuws en de lambrisering is van omstreeks 1700. Er is een biechtstoel in empirestijl van omstreeks 1800. De preekstoel in barokstijl is uit het 3e kwart van de 17e eeuw.
Het 17e-eeuws zandstenen doopvont is in gotische stijl.